# SchücoArena
SchücoArena (dawna nazwa: Stadion Alm / Bielefelder Alm) – stadion piłkarski znajdujący się w Bielefeld w Niemczech. Na co dzień używany przez klub 3. Ligi Arminię Bielefeld. Jego pojemność wynosi 27 300.

## Historia
W 1926 rozegrano pierwsze spotkanie na terenie, gdzie obecnie znajduje się stadion. dopiero w 1957 roku oddano do użytku trybunę, co zapoczątkowało rozwój infrastruktury stadionowej. W 1971 roku, w związku z awansem Arminii do Bundesligi wybudowano trybunę wyposażoną w miejsca siedzące. Do roku 1973 oddano do użytku 3 nowoczesne trybuny. Dzięki temu pojemność stadionu wzrosła do 34 222. Wady konstrukcyjne spowodowały ograniczenie pojemności stadionu do 18 500 miejsc w 1985 roku, a w następnych latach do 15 000. W 1996 rozpoczęła się gruntowna modernizacja i przebudowa stadionu. Pierwsza przebudowana została trybuna północna, następnie zaś zachodnia, co spowodowało zwiększenie maksymalnej pojemności obiektu do 22 512 miejsc. Trzy lata później, w 1999 w wyniku przebudowy trybuny południowej nastąpił kolejny wzrost pojemności obiektu, na którym mogło jednocześnie zasiadać do 26 601. Od czerwca 2007 trwały intensywne prace nad przebudową trybuny wschodniej. W wyniku tej modernizacji na stadionie docelowo znajdować się będzie 27 300 miejsc siedzących. Firma Schuco, producent systemów do stolarki pcw oraz alu, jest sponsorem zespołu Arminia Bielefeld, stąd nazwa stadionu.